# Kendatti Gollahalli, Kolar
Kendatti Gollahalli là một làng thuộc tehsil Kolar, huyện Kolar, bang Karnataka, Ấn Độ.